# Banco Princesa Alice

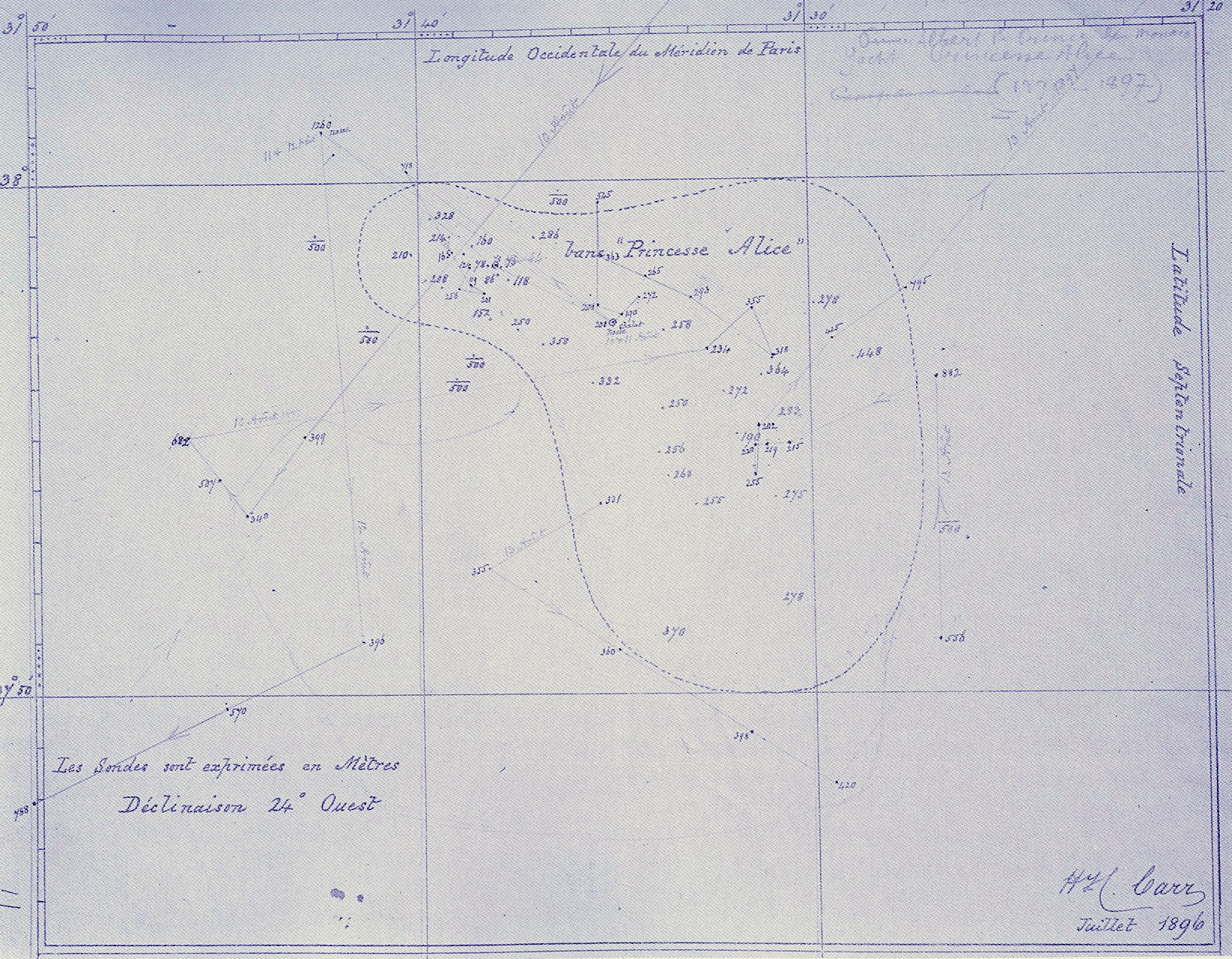
Levantamento original (Julho de 1896) realizado pelo navio Princesse Alice, desenhado pelo capitão Henry Carr.

O Banco Princesa Alice é um monte submarino com uma extensa área de baixas profundidades no mar dos Açores, situa-se a 50 milhas náuticas (90 km) a sudoeste da ilha do Pico (a 45 milhas náuticas a sudoeste da ilha do Faial), nos Açores. O banco atinge a profundidade mínima de 35 m na sua zona ocidental, com a área de batimetria inferior a 500 m a ocupar mais de 100 km². Com águas límpidas que permitem a observação do fundo a partir da superfície e uma enorme biodiversidade, o banco, para além de constituir um recurso pesqueiro por excelência, é um dos importantes locais para o mergulho no oceano Atlântico.

## História
O banco deve o seu nome a ter sido descoberto durante a campanha oceanográfica realizada a 9 de julho de 1896 por Alberto I, Príncipe do Mónaco, a bordo do seu navio de investigação Princesse Alice. Naquele dia, pelas 6 horas da manhã, quando iniciavam uma campanha de sondagens de grande profundidade, descobriram fundos rochosos a apenas 241 metros de profundidade. Iniciado o levantamento da área, descobriram uma extensa plataforma, com cerca de 55 km de perímetro, com pontos culminantes aos 76 metros e aos 190 metros (hoje sabe-se que o ponto culminante está a apenas 35 metros da superfície).
A condução do levantamento batimétrico foi confiada ao capitão Henry Charlwood Carr (1848-1918), ajudante de campo do príncipe e encarregado da navegação do Princesse Alice. A este oficial se deve o levantamento inicial das profundidades no Banco Princesa Alice e a elaboração da carta batimétrica.
Descoberto a 9 de julho, logo a 13 do mesmo mês, Alberto I envia do Faial um telegrama ao rei D. Carlos anunciando a sensacional descoberta e informando-o da utilidade do banco para a pesca. Chegado ao Mónaco, a 21 de agosto, o príncipe distribuiu pela imprensa um comunicado relatando a descoberta e acentuando a importância do descoberta para as pescas açorianas (indicando já terem sido armados navios para lá se dirigirem) e para a navegação internacional.
Em agradecimento da descoberta o rei português D. Carlos agraciou o príncipe com o grão-colar da Ordem de Santiago, tendo já concedido em 1894 ao capitão Henry Carr o grau honorífico de comandante da Ordem de São Bento. 
A partir daquela altura o banco Princesa Alice transformou-se progressivamente num dos principais locais de pesca do alto para os pescadores das ilhas do Grupo Central dos Açores, em especial para os das ilhas do Pico e Faial. 
Situado sobre o limite das 50 milhas náuticas, medidas a partir das costas das ilhas, estabelecido pela União Europeia como reserva para a pesca açoriana, o banco Princesa Alice é um dos principais pontos de atrito na actual disputa entre o governo açoriana e a União Europeia no contexto da reforma da política comum de pescas.